# آوانگارد (شهرستان ایشیمبایسکی، باشقیرستان)
آوانگارد (انگلیسی: Avangard, Ishimbaysky District, Bashkortostan) یک شهرک در شهرستان ایشیمبایسکی استان باشقیرستان کشور روسیه است.